# 澳大利亚民间音乐
澳大利亚民间音乐是一种术语，它可以适用于各种各样和外来文化及澳大利亚原住民文化相关的传统音乐。
凯尔特、英国、德国和斯堪的纳维亚民间传统在第一波欧洲外来音乐的浪潮中占主导地位。在这个意义上，澳大利亚的民间传统与其他具有类似种族，历史和政治起源国家的传统有关，比如新西兰、加拿大和美国。

## 灌木音乐
另见：灌木乐队和灌木舞蹈
澳大利亚的灌木音乐在其历史上很多属于口头传统和民俗传统，后来在19世纪90年代后来才出版了诸如班喬·帕特森的“老灌木之歌”。自1980年以来，班喬·帕特森的七十多首诗 （页面存档备份，存于）已经由瓦利斯和马蒂尔达（Wallis & Matilda）自行谱曲。澳大利亚“灌木音乐”或“灌木乐队”的独特主题和起源可以追溯到18世纪和19世纪的欧洲海盗歌曲，以及自1788年起当地罪犯所唱的其他歌曲，这些罪犯是英国殖民早期被送往澳大利亚的。澳大利亚早期的民谣歌表达了当时严酷的生活方式，以及这些人和事件，如灌木逃犯，背包客，牲畜贩，牧场主和羊毛工。罪犯和丛林逃犯的歌词中一般都会描述对抗政府暴政的内容。经典灌木歌曲的主题包括：狂野的殖民地男孩，去看剪羊毛，Eumeralla海岸，牲畜贩的梦想，昆士兰的牲畜贩，垂死的牧场主和莫顿湾
后来的主题包括战争故事，干旱和洪水的情形，原住民的生活以及发生在纵贯澳大利亚广阔大陆铁路线和货运线上的故事。而澳大利亚灌木中的与世隔绝和生活孤独也一直是另一个主题。
一般被视为澳大利亚的非官方国歌的玛特尔达（Martilda）是一个典型的澳大利亚民间歌曲，这首歌受到了凯尔特民间民谣音乐的影响。
乡村和民间艺术家如特克斯·莫顿（Tex Morton），斯利姆·达斯蒂（Slim Dusty），灌木砂石（The Bushwackers）乐队，约翰·威廉姆森（John Williamson），以及澳洲桉树（Redgum）乐队的约翰·舒曼约翰·舒曼（John Schumann），继续记录并普及了二十世纪二十一世纪的澳大利亚灌木民谣。当代艺术家，包括萨拉·施托雷尔（Sara Storer）和李·克纳亨（Lee Kernaghan）在很大程度上汲取了这个遗产。
一些已经在澳大利亚度过了一段时间的英国歌手将澳大利亚的素材放入到他们的曲目中，例如A.L. 劳埃德（A.L.Lloyd），马丁·温德姆里德（Martin Wyndham-Read），埃里克·博格尔埃里克·博格尔（Eric Bogle）。
澳大利亚原住民音乐影响了澳大利亚乡村音乐的发展，特别是影响了在民俗复兴之后的澳大利亚的民间音乐。

## 陰間音樂
澳大利亚原住民传统带来了这个混合新元素，包括新的乐器，其中一些现在在国际上也为人熟知，如澳大利亚北部的迪吉里杜管迪吉里杜管（dogeridoo）。

著名的澳大利亚民乐复兴运动拥护者包括如埃里克·博格（Eric Bogle）的欧洲移民，他因为对加波利波的战斗感到悲伤所以写出了“弹奏的沃尔特·马蒂尔达”（And the Band Played Waltzing Matilda）这首歌，拥护者还包括如阿奇·罗奇等澳大利亚的原住民们。在20世纪70年代，澳大利亚民间摇滚乐手即带来了熟悉和不那么熟悉的传统歌曲，同时也创作了名为“生活地方和无线电波”的新作品。这其中著名的艺术家包括灌木砂石（The Bushwackers）乐队和以及澳洲桉树（Redgum）乐队。澳洲桉树（Redgum）乐队以1983年的反战抗议歌“我曾经19岁（I was 19）”而闻名，当时在全国单曲排行榜中排名第一。 20世纪90年代，特·迪（YothuYindi）等乐队引领着澳大利亚原住民民间摇滚乐走向了世界。澳大利亚长期持续不断的民间传统在今天继续强劲，民间音乐的元素依然出现在许多当代艺术家的作品里，包括那些通常被视是摇滚，重金属和另类音乐的艺术家们。

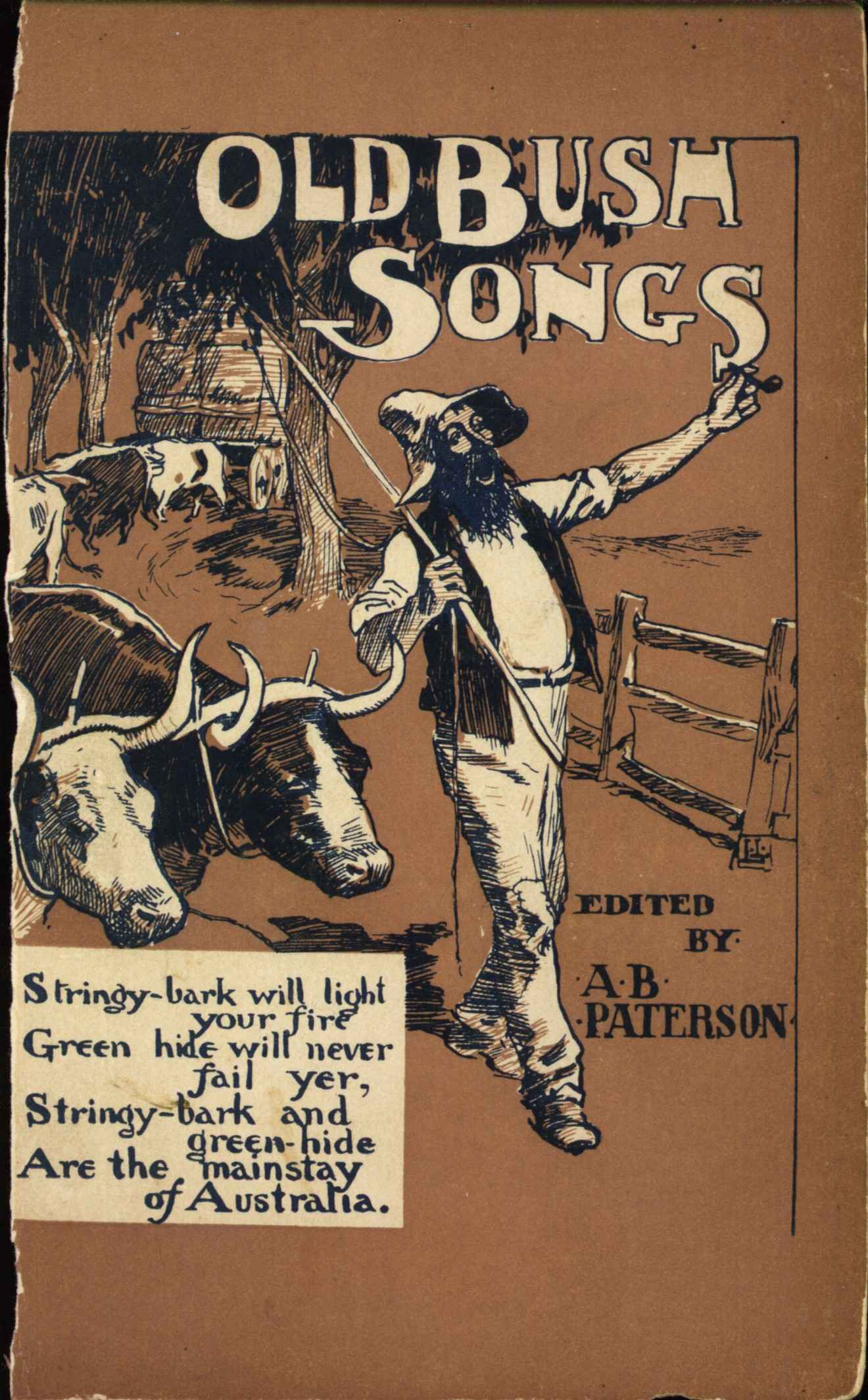
班卓佛·帕特森1905年名为“老灌木之歌”灌木民谣集的封面

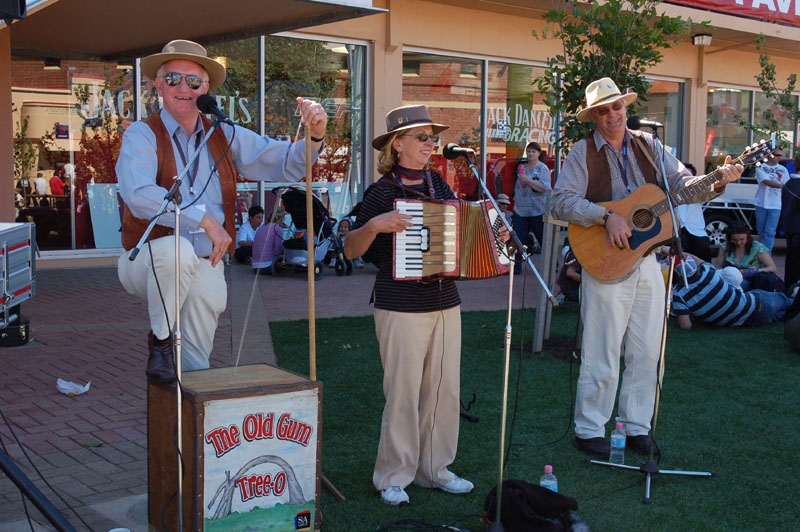
老胶树-O乐队，一个位于南澳大利亚阿德莱德的三人灌木乐队

## 引用
1. ↑  . www.wallisandmatilda.com.au.   [2017-10-07]. （原始内容存档于2021-03-09）.
2. ↑  Cabinet, Department of the Prime Minister and. . www.australia.gov.au.   [2017-10-07]. （原始内容存档于2017年10月22日） （英语）.